# Saison 2000 de l'équipe cycliste Rabobank
L'Équipe cycliste Rabobank faisait partie en 2000 des Groupes Sportifs I, la première division des équipes cyclistes professionnelles.

## Effectif
| Cycliste            | Date de naissance | Nationalité | Équipe 1999      |
| ------------------- | ----------------- | ----------- | ---------------- |
| Niki Aebersold      | 05-07-1972        | Suisse      |                  |
| Coen Boerman        | 11-11-1976        | Pays-Bas    |                  |
| Michael Boogerd     | 28-05-1972        | Pays-Bas    |                  |
| Jan Boven           | 28-02-1972        | Pays-Bas    |                  |
| Erik Dekker         | 21-08-1970        | Pays-Bas    |                  |
| Gerben de Knegt     | 11-12-1975        | Pays-Bas    | Espoirs          |
| Maarten den Bakker  | 26-01-1969        | Pays-Bas    |                  |
| Marcel Duijn        | 12-05-1977        | Pays-Bas    | Espoirs          |
| Addy Engels         | 16-06-1977        | Pays-Bas    | Espoirs          |
| Richard Groenendaal | 13-07-1971        | Pays-Bas    |                  |
| Bram de Groot       | 18-12-1974        | Pays-Bas    |                  |
| Mathew Hayman       | 20-04-1978        | Australie   | Espoirs          |
| Steven de Jongh     | 25-11-1973        | Pays-Bas    | TVM-Farms Frites |
| Karsten Kroon       | 29-01-1976        | Pays-Bas    |                  |
| Marc Lotz           | 19-10-1973        | Pays-Bas    |                  |
| Grischa Niermann    | 03-11-1975        | Allemagne   |                  |
| Sven Nys            | 17-06-1976        | Belgique    |                  |
| Matthé Pronk        | 01-07-1974        | Pays-Bas    |                  |
| Rolf Sørensen       | 20-04-1965        | Danemark    |                  |
| Bobbie Traksel      | 03-11-1981        | Pays-Bas    | Espoirs          |
| Léon van Bon        | 28-01-1972        | Pays-Bas    |                  |
| Adrie van der Poel  | 17-06-1959        | Pays-Bas    |                  |
| Aart Vierhouten     | 19-03-1970        | Pays-Bas    |                  |
| Marc Wauters        | 23-02-1969        | Belgique    |                  |
| Beat Zberg          | 10-05-1971        | Suisse      |                  |
| Markus Zberg        | 27-06-1974        | Suisse      |                  |

## Victoires
Victoires sur le circuit professionnel
| Date          | Course                                           | Pays      | Vainqueur                |
| ------------- | ------------------------------------------------ | --------- | ------------------------ |
| 14 mars       | 7e étape de Tirreno-Adriatico                    | Italie    | Michael Boogerd          |
| 13 avril      | Veenendaal-Veenendaal                            | Pays-Bas  | Steven de Jongh          |
| 14 juin       | 1re étape du Tour de Suède (contre-la-montre)    | Suède     | Erik Dekker              |
| 16 juin       | 3e étape du Tour de Suède                        | Suède     | Erik Dekker              |
| 6 juillet     | 6e étape du Tour de France                       | France    | Léon van Bon             |
| 8 juillet     | 8e étape du Tour de France                       | France    | Erik Dekker              |
| 11 juillet    | 11e étape du Tour de France                      | France    | Erik Dekker              |
| 19 juillet    | 17e étape du Tour de France                      | France    | Erik Dekker              |
| 5 août        | Classement général du Tour du Danemark           | Danemark  | Rolf Sørensen            |
| 12 août       | Classique de Saint-Sébastien                     | Espagne   | Erik Dekker              |
| 13 août       | Memorial Josef Vögell                            | Suisse    | Erik Dekker/Marc Wauters |
| 21 août       | Prologue du Tour des Pays-Bas                    | Pays-Bas  | Erik Dekker              |
| 26 août       | Classement général du Tour des Pays-Bas          | Pays-Bas  | Erik Dekker              |
| 29 août       | Schaal Sels                                      | Belgique  | Steven de Jongh          |
| 1er septembre | Memorial Henk Vos                                | Pays-Bas  | Steven de Jongh          |
| 2 septembre   | Delta Profronde                                  | Pays-Bas  | Léon van Bon             |
| 15 septembre  | 3e étape B du Tour de Rhénanie-Palatinat         | Allemagne | Marc Wauters             |
| 17 septembre  | Classement général du Tour de Rhénanie-Palatinat | Allemagne | Marc Wauters             |
| 27 septembre  | Groningen-Münster                                | Pays-Bas  | Aart Vierhouten          |
| 17 octobre    | Prix de cloture Putte-Kapellen                   | Belgique  | Steven de Jongh          |

Championnats nationaux
| Date       | Course                                       | Pays     | Vainqueur    |
| ---------- | -------------------------------------------- | -------- | ------------ |
| 25/06/2000 | Championnat des Pays-Bas sur route           | Pays-Bas | Léon van Bon |
| 25/06/2000 | Championnat de Suisse sur route              | Suisse   | Markus Zberg |
| 16/08/2000 | Championnat des Pays-Bas du contre-la-montre | Pays-Bas | Erik Dekker  |